# Miklós Horthy

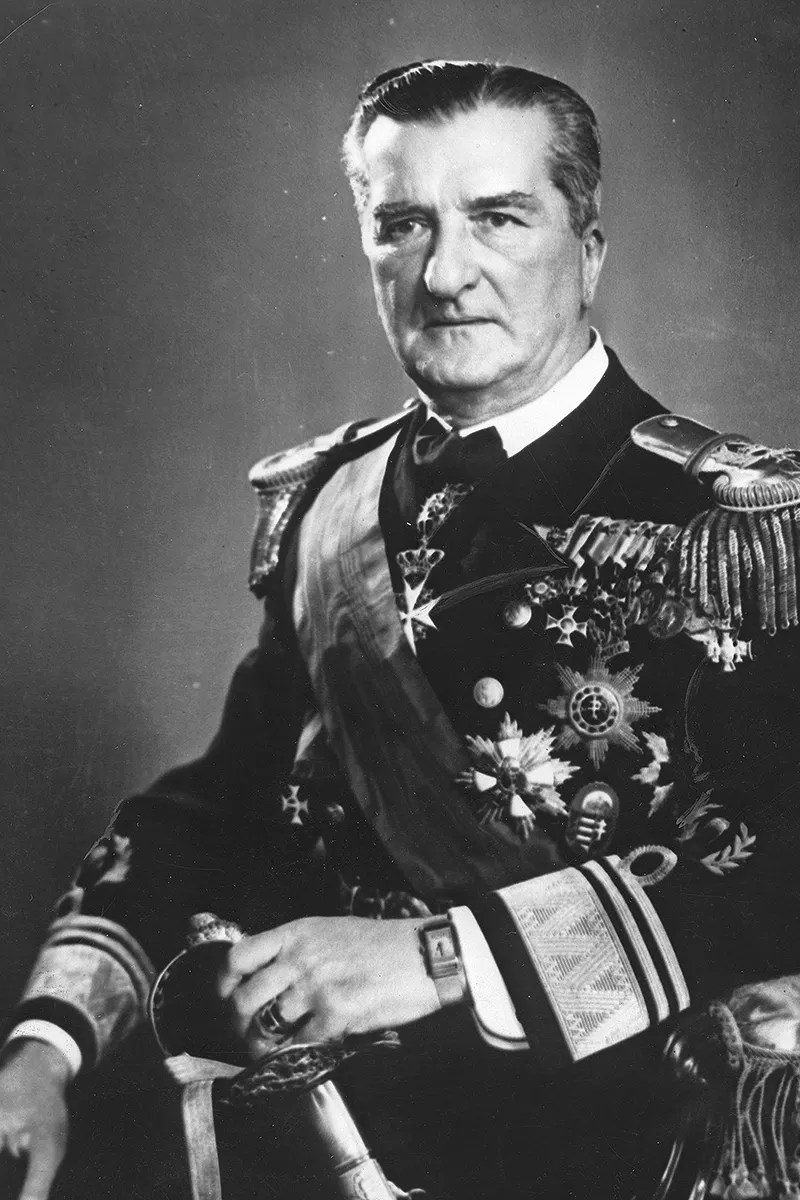
Miklós Horthy (1941)

Miklós (Nikolaus) Horthy von Nagybánya [ˈmikloːʃ ˈhorti ˈfɔn ˈnɒɟbaːɲɒ] (ungarisch vitéz nagybányai Horthy Miklós, * 18. Juni 1868 in Kenderes, Österreich-Ungarn; † 9. Februar 1957 in Estoril, Portugal) war ein österreichisch-ungarischer Admiral, ungarischer Politiker und als Reichsverweser langjähriges faktisches Staatsoberhaupt des Königreiches Ungarn (1920–1944).
Nach der Niederlage der Ungarischen Räterepublik unter Béla Kun im Ungarisch-Rumänischen Krieg konsolidierte Horthy den Staat und führte ein autoritäres Regierungssystem in Ungarn ein, in dem die Bevölkerungsmehrheit von den Parlamentswahlen ausgeschlossen blieb. Dabei nahm er die Rolle eines starken Staatsoberhauptes ein, überließ die Gesetzgebungs- und Vollzugsgewalt jedoch weitgehend den von ihm eingesetzten Regierungschefs. In der Hoffnung, die im Vertrag von Trianon verlorengegangenen Gebiete wiedergewinnen zu können, näherte sich Ungarn unter Horthy ab 1932 dem faschistischen Italien und dem Dritten Reich an.
Im Herbst 1938 erlangte Ungarn infolge des Ersten Wiener Schiedsspruchs große Teile der von Magyaren besiedelten Südslowakei wieder. Nach der Zerschlagung der Tschechoslowakei ließ Horthy ungarische Truppen in den neu entstandenen Slowakischen Staat einmarschieren, was zum Slowakisch-Ungarischen Krieg führte. Infolge des Zweiten Wiener Schiedsspruchs erhielt Ungarn Nordsiebenbürgen von Rumänien. Im Zweiten Weltkrieg beteiligte sich die ungarische Armee ab 1941 am Angriff der Wehrmacht auf Jugoslawien und die Sowjetunion.

## Leben
Horthy stammte aus einer in der Großen Ungarischen Tiefebene ansässigen calvinistischen Familie des Landadels. Sein amtlicher Titel „Vitéz“ bezieht sich auf die von ihm initiierte und durch das Gesetz XXXVI/1920 § 77 begründete Vitézi Rend. 1901 heiratete er Magdolna Purgly. Sie hatten vier gemeinsame Kinder, zwei Söhne, Miklós und István, und die Töchter Magdolna und Paulette. István Horthy war ab 1941 Stellvertreter seines Vaters. Er fiel 1942 als Jagdflieger der Königlich Ungarischen Luftstreitkräfte im Deutsch-Sowjetischen Krieg.

## Karriere

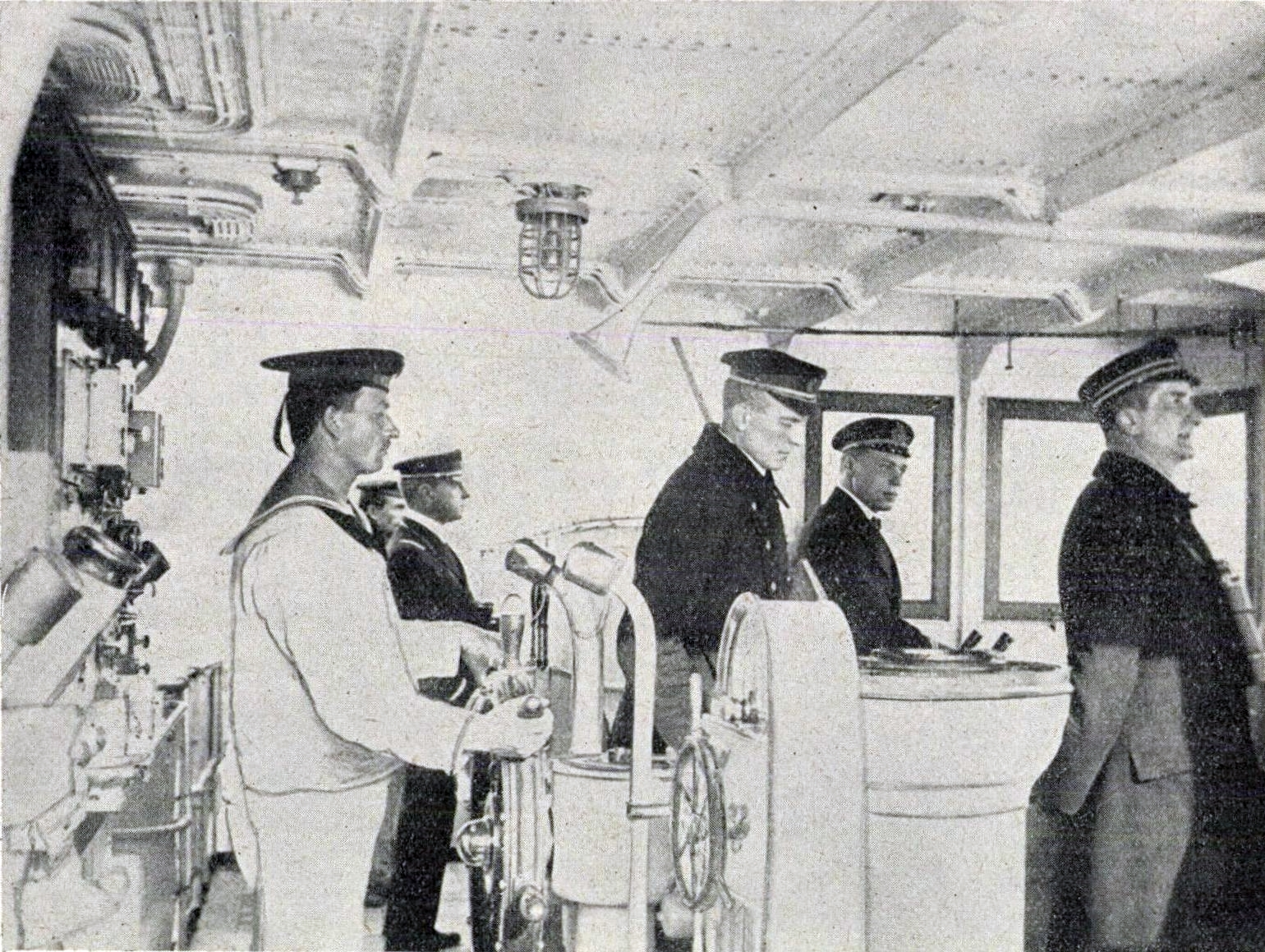
Horthy (rechts im Bild) auf der Kommandobrücke der Novara (1917)

Von Anfang an zu einer Karriere bei der Kriegsmarine entschlossen, absolvierte er die Marineakademie in Fiume. Nach der Ausmusterung als Seekadett 1886 trat er seinen Offiziersdienst an, der ihn auf verschiedenen Schiffen auch weit über die Adria und das östliche Mittelmeer hinaus bis in pazifische Gewässer führte. Von 1909 bis 1914 war er Flügeladjutant Franz Josephs I., in dieser Eigenschaft begleitete er den Monarchen u. a. zur Hochzeit des späteren Kaisers Karl mit Zita von Bourbon-Parma.
Mit Ausbruch des Ersten Weltkriegs tat er wieder Dienst in der Flotte und bewährte sich in mehreren Einsätzen wie dem Gefecht in der Otranto-Straße. Er kommandierte zeitweise die Prinz Eugen, stieg bis zum Vizeadmiral auf und war von Februar 1918 an letzter Befehlshaber der k.u.k. Kriegsmarine. Am 31. Oktober 1918 hatte er im Auftrag von Karl I./IV. die Flotte an den gerade gegründeten SHS-Staat zu übergeben.
Nach dem Untergang der Habsburgermonarchie und der Etablierung einer Räterepublik in Ungarn unter Béla Kun 1919 trat er als Verteidigungsminister in die in Szeged gebildete konservative Gegenregierung ein und leitete den Kampf gegen die Räte-Regierung. Nach dem Sieg zog er an der Spitze der konservativen Truppen („Nationalarmee“) am 16. November 1919 in Budapest ein. In den Jahren 1919/20 kam es zu zahlreichen Aktionen des Weißen Terrors gegen Sozialisten, Kommunisten und Juden. Formal gehörte ein Großteil der Täter zur Nationalarmee. Die Frage, inwieweit Horthy für deren Aktionen direkt verantwortlich war, ist umstritten.
Zwar wurde von der neuen Regierung umgehend die Monarchie in Ungarn wiederhergestellt, doch war an eine Rückkehr der Habsburger aus innen- und vor allem außenpolitischen Gründen vorläufig nicht zu denken. So wählte die ungarische Nationalversammlung am 1. März 1920 Horthy als Reichsverweser (ungarisch kormányzó) mit 131 von 141 Stimmen zum provisorischen Staatsoberhaupt. Er blieb nach der offiziellen Absetzung des Hauses Habsburg-Lothringen Staatsoberhaupt der „Monarchie ohne König“. Nachdem er versucht hatte, mit der Sowjetunion einen Waffenstillstand abzuschließen, erzwang das zuvor mit Ungarn verbündete Deutsche Reich mit dem Unternehmen Panzerfaust am 16. Oktober 1944 seinen Rücktritt und verhaftete ihn anschließend.

### Staatsoberhaupt

#### Innenpolitik
In Horthys Ungarn wurde das Konzept des Volksnationalen entworfen, das den „authentischen“ ungarischen Charakter betonte. Der Liberalismus wurde als etwas Fremdes und Ursache allen Übels abgelehnt, die Konzeption eines völkischen Nationalismus verfolgt. Es wurde behauptet, das ungarische Volk besitze einen ihm innewohnenden spezifischen Charakter. Den Juden in Ungarn wurde vorgeworfen, die ungarische Kultur zu gefährden. Da an der Räterepublik 1919 auch Juden teilgenommen hatten, wurde fortan das Feindbild des „Judeobolschewisten“ entworfen.
Horthy war als Konservativer bestrebt, die autoritäre Gesellschaftsordnung Ungarns unversehrt zu bewahren, wozu vor allem die Bewahrung der Privilegien des Adels und dessen führender Rolle im Staatswesen gehörte. Obwohl er der Gegenregierung von Szeged (1919) vorgestanden und deren Programm vertreten hatte, schwächte er die Radikalität des „Programmes von Szeged“ ab, das auf eine rechtsextreme Umwälzung gezielt hatte. Obwohl Horthy paternalistisch auch die Arbeiter und Bauern in sein Staatswesen integrieren wollte, führte er im Interesse des Adels keine allgemeine Landreform durch. Unter dem von ihm eingesetzten Ministerpräsidenten István Bethlen (1921–1931) verfolgte das Regime einen konservativ-autoritären Kurs, dessen rechtsextremer Nachfolger Gyula Gömbös (1932–1936) versuchte bereits offen, eine faschistische Diktatur nach dem Vorbild von Benito Mussolinis Italien und später auch Adolf Hitlers Deutschland zu errichten.

#### Außenpolitik
Zuerst musste Horthy die einschneidenden Bedingungen des Friedens von Trianon 1920 akzeptieren, durch die Ungarn zwei Drittel seines Vorkriegsterritoriums und ein Drittel seiner magyarischen Vorkriegsbevölkerung verlor. In der Folge stellte er sich an die Spitze einer revisionistischen und irredentistischen Politik, die unter dem Motto Nem, nem, soha! („Nein, nein, niemals!“) bestrebt war, alle verlorenen Gebiete zurückzugewinnen, um das Königreich des Heiligen Stephan in seinen historischen Grenzen wiederherzustellen. Dieser Wunsch führte später zur Zusammenarbeit mit dem nationalsozialistischen Deutschen Reich.
Im Bewusstsein der militärischen Schwäche seines Landes, aber auch unter vernünftiger Einschätzung der antihabsburgischen Stimmung in weiten Kreisen der Bevölkerung, verhinderte Horthy 1921 zwei Restaurationsversuche von König Karl IV.; der zweite endete mit einem Gefecht beim Budapester Vorort Budaörs am 29. Oktober 1921. Da die Staaten der Kleinen Entente jede Habsburg-Restauration als Kriegsgrund angesehen hätten, wurde der König nach Madeira verbannt und das Haus Habsburg vom ungarischen Thron abgesetzt.
Weil Ungarn für eine revisionistische Politik allein zu schwach war, bemühte sich das Land um Verbündete. Dies führte dann in den 1930er Jahren zu einem engen Anschluss an das faschistische Italien und das austrofaschistische Österreich. Diese von Horthy nachdrücklich unterstützte Politik fand in den Römischen Protokollen vom 17. März 1934 ihren Kulminationspunkt, konnte dann aber aufgrund der zunehmenden Schwäche Österreichs und Italiens keine Wirkung mehr entfalten.

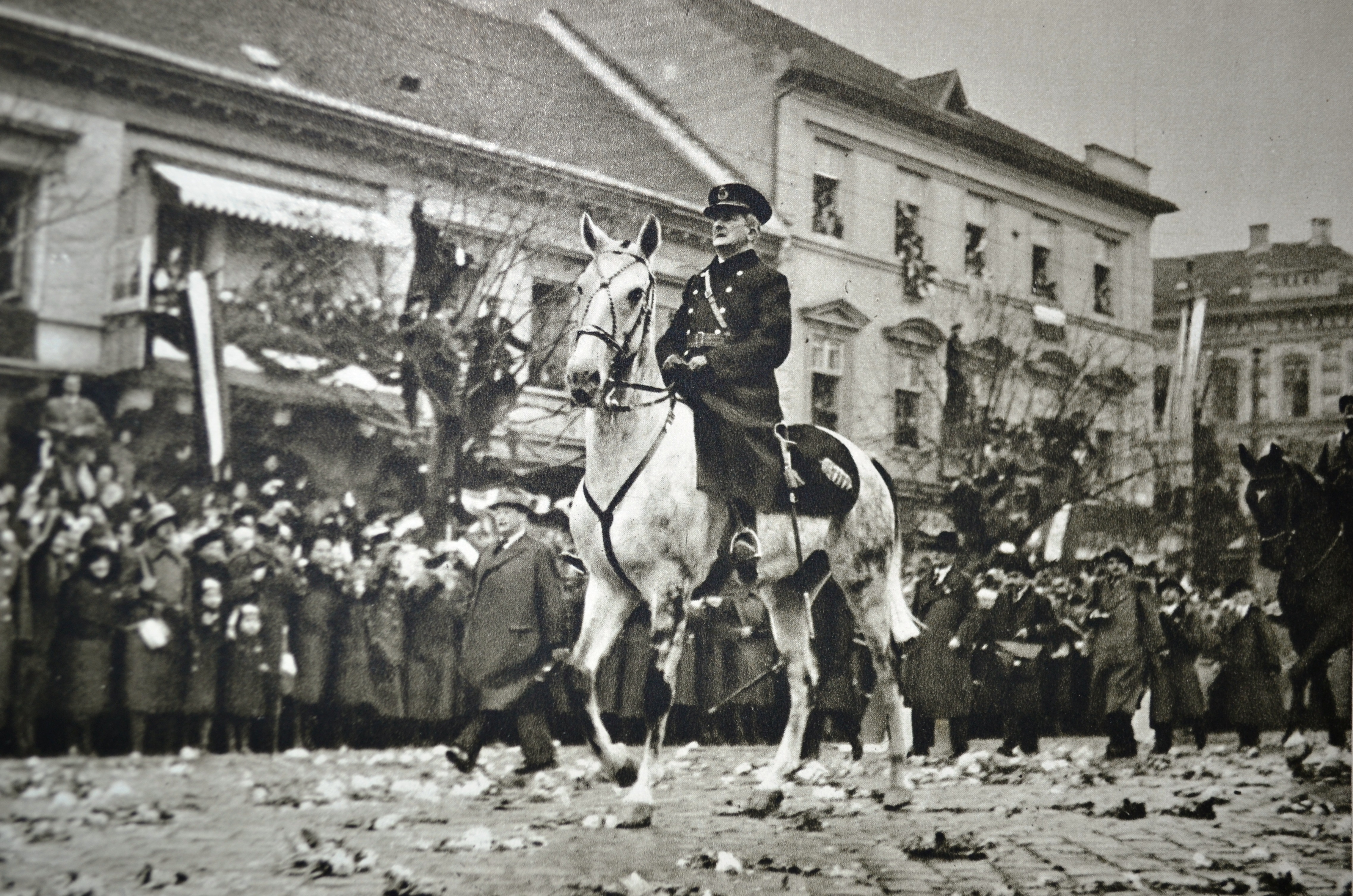
Miklós Horthy zieht 1938 in dem von der Tschechoslowakei wiedererlangten Kassa (Košice) ein.

Stattdessen stützte sich Horthys Ungarn zunehmend auf das Deutsche Reich, die stärkste revisionistische Macht. Der Annäherung diente unter anderem ein Staatsbesuch aus Anlass des Stapellaufs des Schweren Kreuzers Prinz Eugen am 22. August 1938, der von Horthys Frau getauft wurde. Diese Politik trug nach dem Münchener Abkommen von 1938 erste Früchte im Ersten Wiener Schiedsspruch vom 2. November 1938, mit welchem Teile der Slowakei an Ungarn kamen.
1940 trat Ungarn dem Dreimächtepakt der sogenannten Achsenmächte Deutschland, Italien und Japan bei. Aufgrund Hitlers Vermittlung erhielt Ungarn im Zweiten Wiener Schiedsspruch 1940 den Nordteil Siebenbürgens von Rumänien zurück.

#### Antisemitismus und Holocaust
Das erste antijüdische Gesetz unter Horthy – einen speziellen Numerus clausus für jüdische Studenten umfassend – stammte aus dem September 1920. Der jüdischen Minderheit (6,2 % der Gesamtbevölkerung) wurde darin der Zugang zur Universität erschwert und eine Beschäftigung im Staatsdienst praktisch unmöglich gemacht. Ab 1938 wurde in Ungarn eine Reihe antijüdischer Gesetze erlassen. Diese Gesetze trugen Züge der Nürnberger Rassengesetze. Ab 1940 wurden die Juden aus den ungarisch besetzten Gebieten, wie der Südslowakei und Siebenbürgen, in das Generalgouvernement getrieben, wo sie letztlich dem deutschen Zugriff ausgeliefert waren. Entgegen den Wünschen der deutschen Regierung weigerte sich Ungarn allerdings, seine ungarischen jüdischen Einwohner auszuliefern bzw. deren Transport in Lager zuzulassen.
Diese Situation änderte sich, als sich nach der deutschen Besetzung die Marionettenregierung unter Döme Sztójay (März–August 1944) aktiv am Holocaust beteiligte. Die Deportation jüdischer Ungarn nach Auschwitz begann am 15. Mai 1944 und hielt bis zum 9. Juli 1944 an, bis Horthy die Transporte stoppen ließ und die jüdische Bevölkerung von Budapest damit weitgehend verschonte. Dies geschah auf internationalen Druck, u. a. aus Schweden, den Vereinigten Staaten und dem Vatikan, nachdem die so genannten Auschwitz-Protokolle in der Schweiz veröffentlicht worden waren. 437.000 jüdische Ungarn waren bis zu diesem Zeitpunkt bereits deportiert worden. Nur ein Viertel der vormals über 800.000 jüdischen Ungarn überlebte den Holocaust.

### Sturz und Lebensende

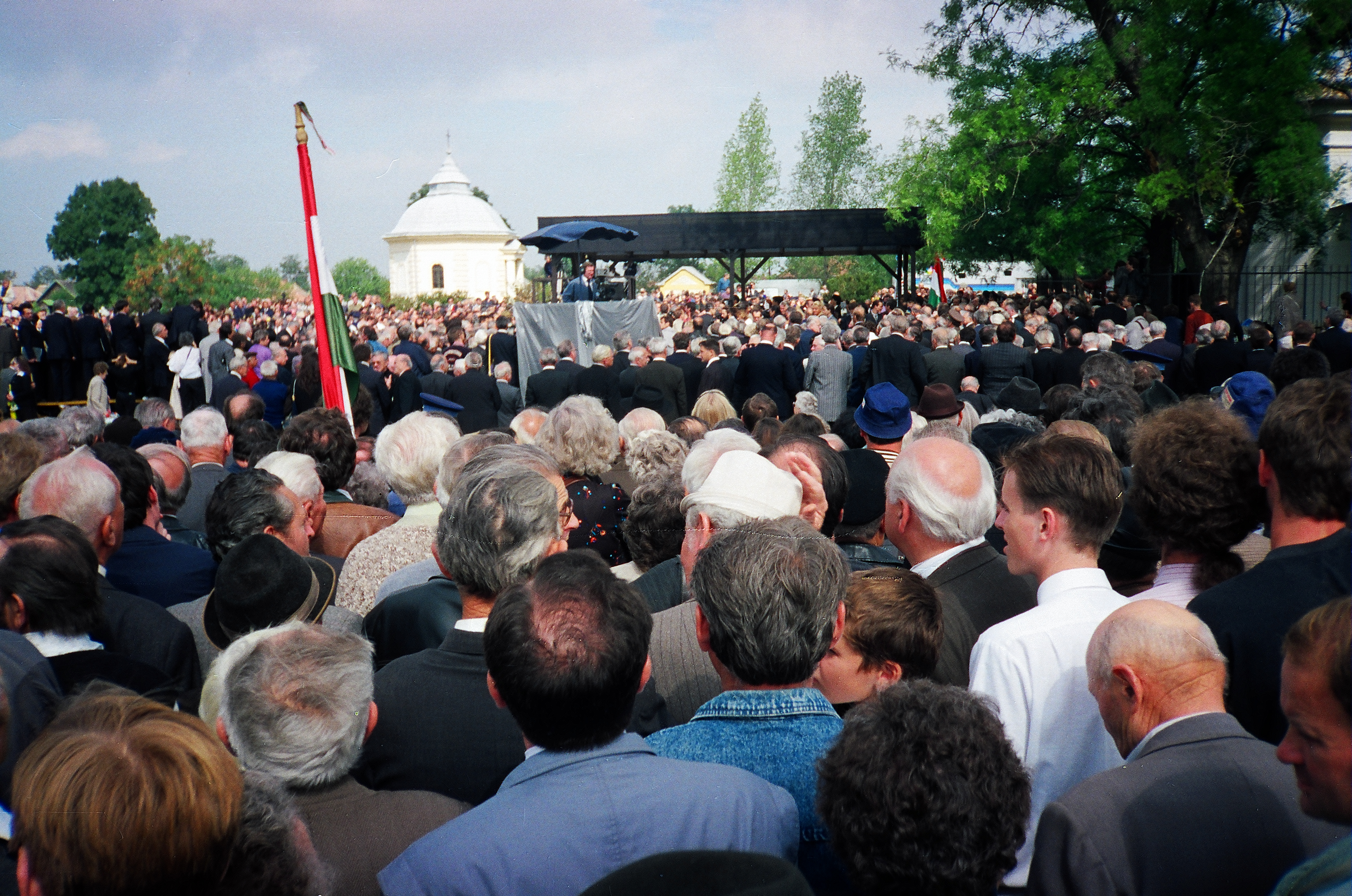
Beisetzung Horthys in Kenderes 1993

Nachdem Horthy am 15. Oktober 1944 Waffenstillstandsverhandlungen mit der Roten Armee aufgenommen hatte, wurde er einen Tag später im Unternehmen Panzerfaust von SS-Truppen gestürzt und auf Schloss Hirschberg am Haarsee in Bayern interniert, während die faschistische Pfeilkreuzlerpartei unter Ferenc Szálasi die Regierung übernahm. Am 1. Mai 1945 wurde er von der US-Armee befreit. 1948 ging er ins Exil, zunächst in die Schweiz, dann nach Portugal. Er verfasste seine Memoiren, die er unter dem Namen Nikolaus von Horthy 1953 auf Deutsch veröffentlichte. Hier verteidigte er seine revisionistische Außenpolitik und erklärte, nur das Beste für sein Land gewollt zu haben. Die stalinistische Herrschaft in Ungarn und die Niederschlagung des Aufstands von 1956 verurteilte er.
Horthy starb am 9. Februar 1957 in Estoril und wurde dort bestattet. In seinem Testament verfügte er, dass sein Körper erst dann nach Ungarn gebracht werden solle, wenn alle sowjetischen Truppen das Land verlassen hätten. 1993, zwei Jahre nach dem Abzug der Roten Armee, wurden seine sterblichen Überreste aus Estoril nach Ungarn überführt und am 4. September in einem Mausoleum mit staatlichen Zuschüssen und unter dem Beisein von mehreren ungarischen Regierungsmitgliedern auf dem Ortsfriedhof seines Geburtsortes Kenderes beigesetzt.

## Rezeption unter Viktor Orbán

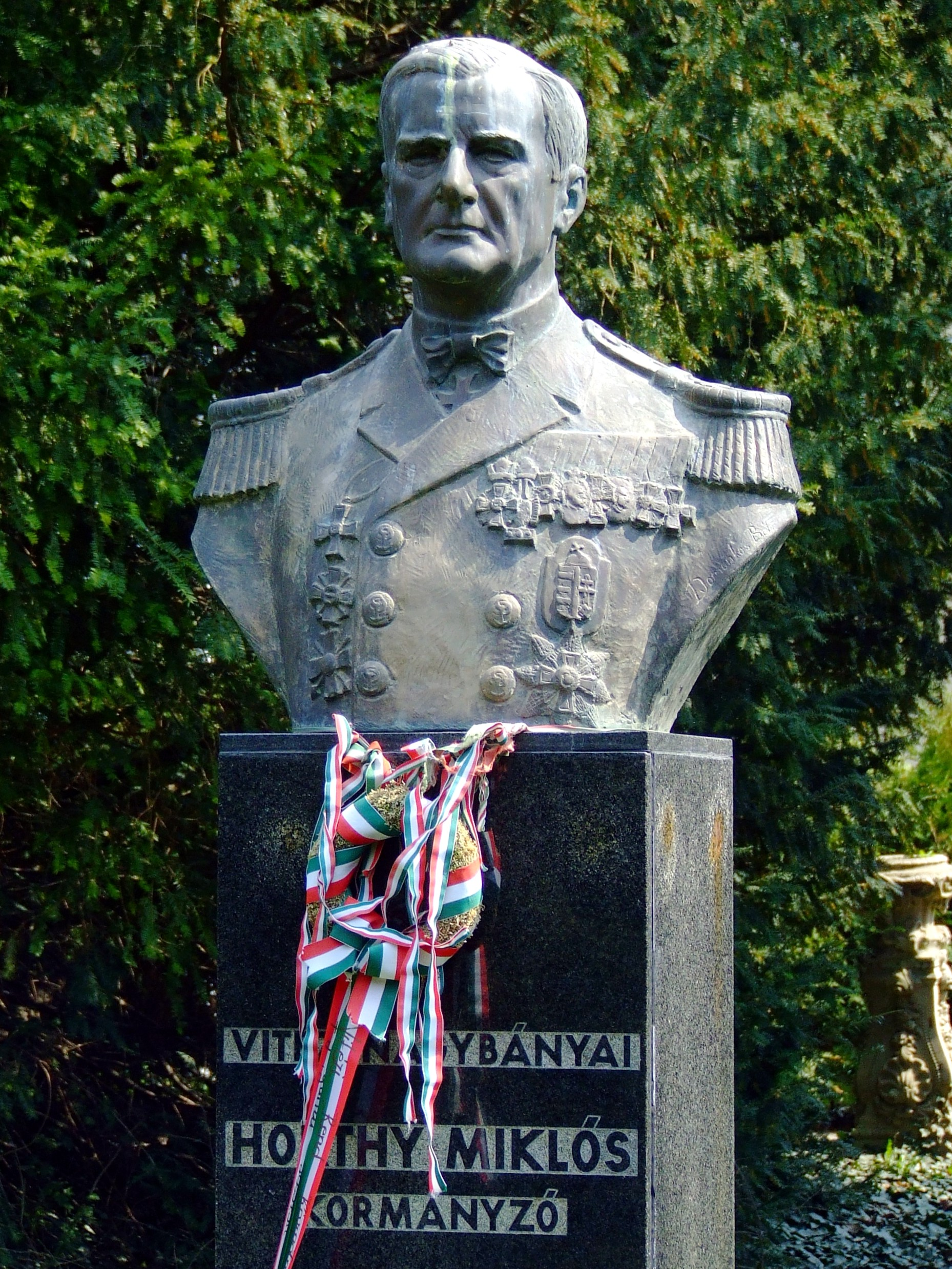
Denkmal für Miklós Horthy in Kenderes

Nachdem Umfragen in Ungarn 2002 noch eine mehrheitlich negative Bewertung Horthys ergeben hatten, wandelte sich sein Bild unter der Regierung Viktor Orbáns zu einem ungarischen Helden. Ultrakonservative Kirchenvertreter, die rechtsextreme Jobbik, andere antisemitische Gruppierungen und Abgeordnete von Orbáns eigener nationalkonservativer Partei Fidesz arbeiteten an einer Wiederherstellung der Horthy-Verehrung. Im Juni 2017 lobte Orbán Horthy als einen „Ausnahmestaatsmann“. Der Verband der jüdischen Gemeinden Ungarns und der Jüdische Weltkongress kritisierten die Verehrung von Hitlers Verbündetem. Der Historiker Krisztián Ungváry ordnete Orbáns Aussage als Vorwahlkampf für die Parlamentswahl in Ungarn 2018 ein. Die Botschaft sei eindeutig: „Wir sind brav, wertvoll und unschuldig. Wer diese Aussagen infrage stellt, ist entweder Jude, Agent des Auslands oder Kommunist.“
Im US-amerikanischen Kriegsfilm Unter Feinden – Walking with the Enemy von 2013 wird Horthy von Ben Kingsley dargestellt.

## Werke
- Ein Leben für Ungarn. Athenäum, Königstein im Taunus 1953.